# Теннер Мейз
Те́ннер Мейз (англ. Tanner Mayes; нар. 31 травня 1989 року, Адріан, Мічиган, США) — американська порноакторка.

## Порноіндустрія
В порноіндустрію потрапила в 2008, у 19 років. За її словами, запросила її Міссі Мей.

## Номінації та нагороди
- 2009 CAVR Award номінація — Newbie of the Year[3]
- 2010 XBIZ Award перемога — Best New Starlet of the Year (People's Choice)[4]
- 2010 XBIZ Award номінація — New Starlet of the Year[5]
- 2010 VOD Award перемога — New Starlet[6]
- 2010 XRCO Award номінація — New Starlet[7][8]
- 2010 XRCO Award номінація — Cream Dream[7][8]
- 2010 AVN Award nominee — Best New Starlet[9][10]
- 2010 AVN Award номінація — Best All-Girl Group Sex Scene Girlgasmic 2[9][10]
- 2011 AVN Award номінація — Best Tease Performance — Fresh Picked][11]
- 2011 AVN Award номінація — Best Three-Way Sex Scenee (G/B/B) — Savanna's Been Blackmaled 2[11]